# 甌穴

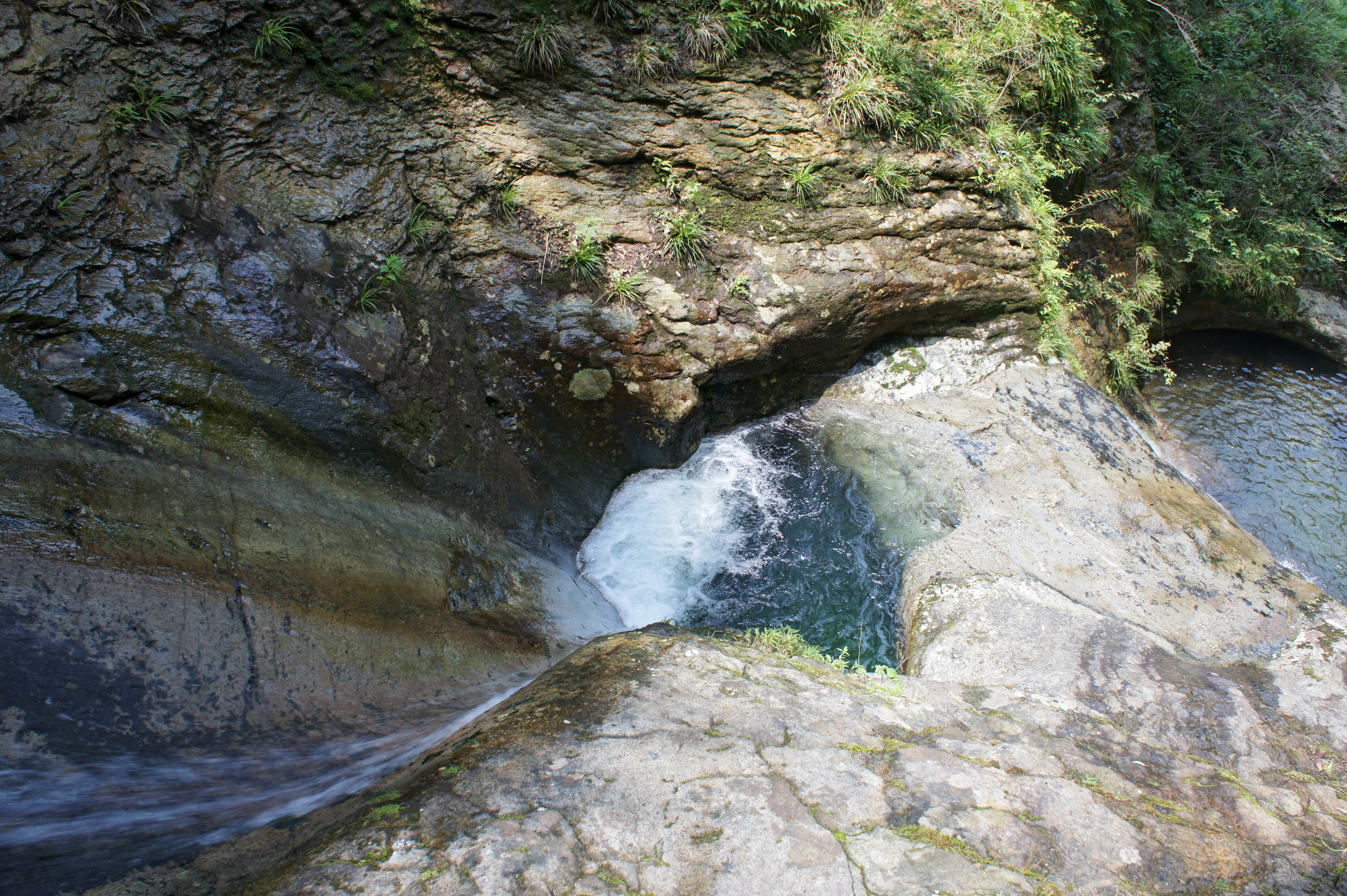
鹿ヶ壺の「底無」

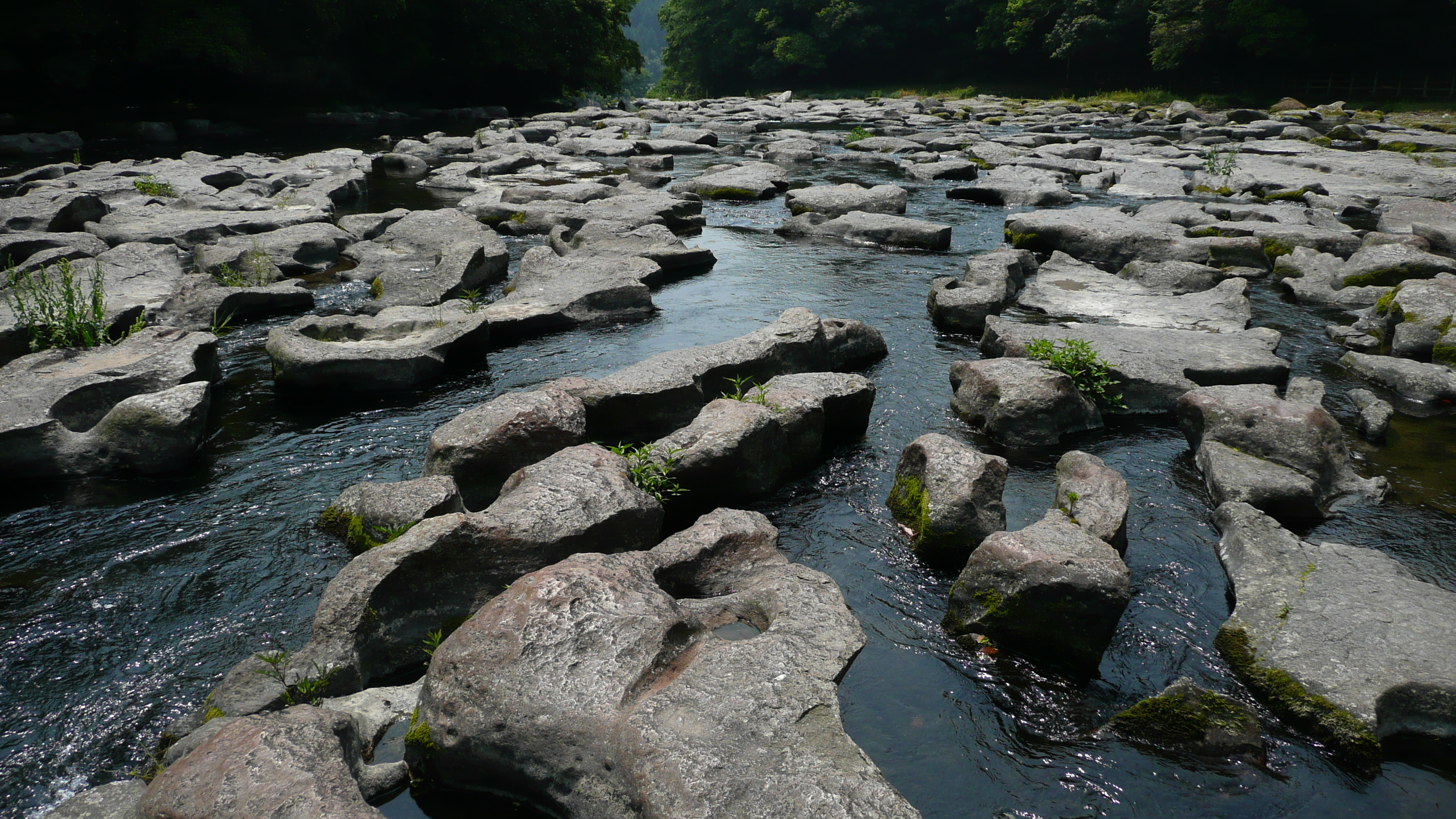
関の尾の甌穴

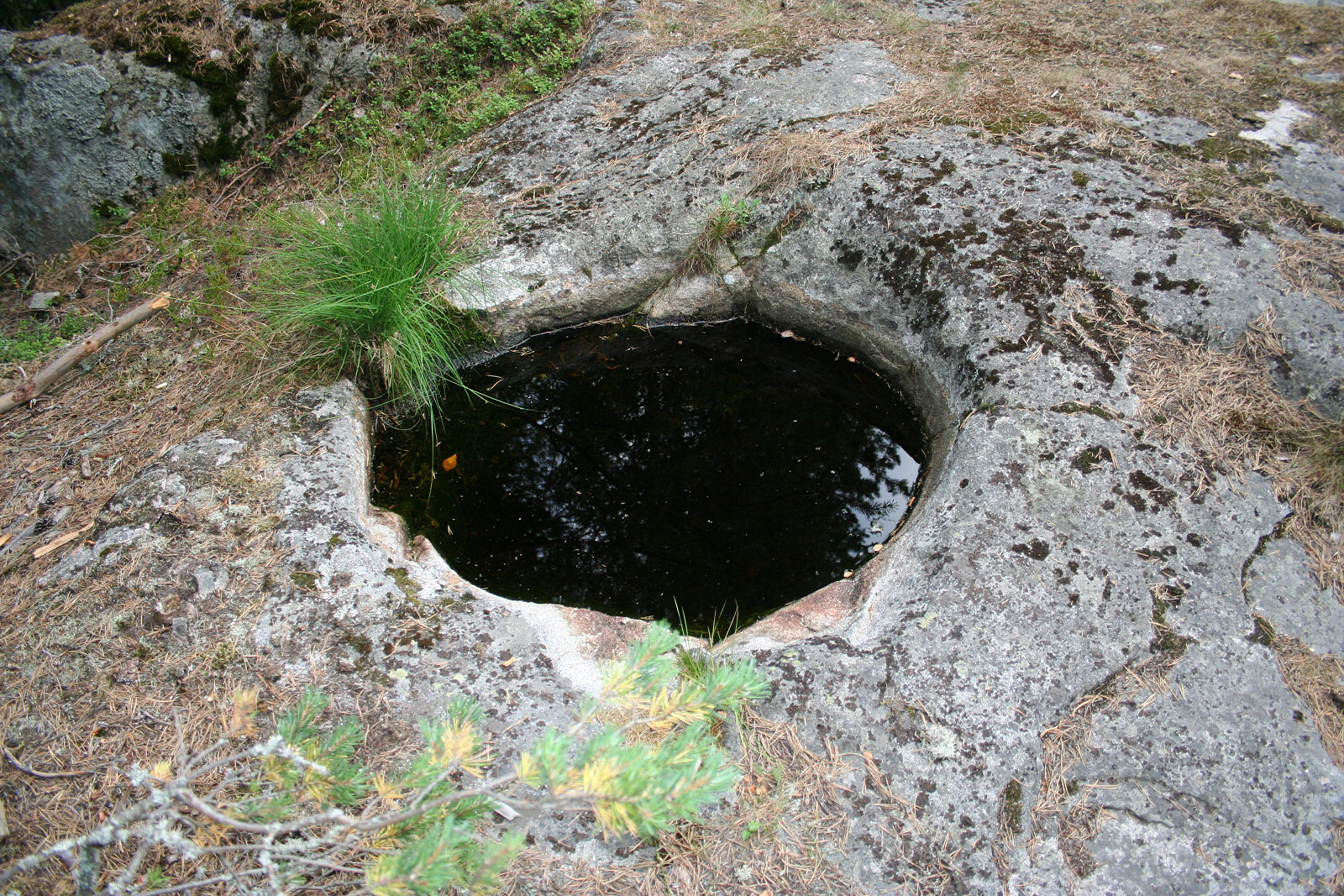
ポットホール

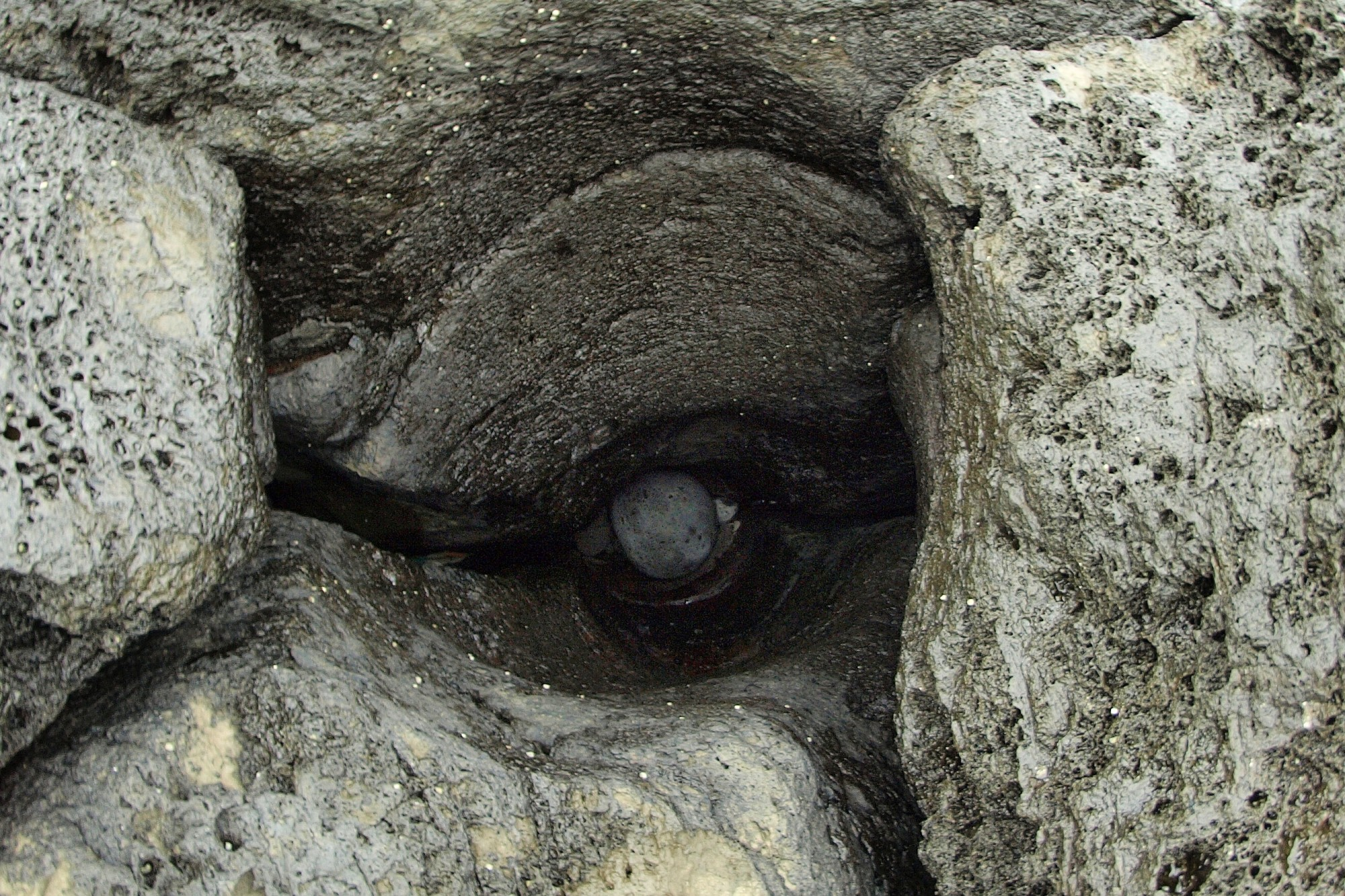
小値賀町の斑島玉石甌穴

甌穴（おうけつ）とは河底や河岸の岩石面上にできる円形の穴。ポットホール（pot hole）、または甕穴（かめあな）ともいう。
河底や河岸の表面が硬い場合、表面に割れ目などの弱い部分があるとそこが水流による侵食のためにくぼみとなる。このくぼみの中に礫が入ると渦流によってその礫が回転し丸みを帯びた円形の穴に拡大する。その後川底が侵食の影響で下がり、甌穴のできた場所は水面より高くなる。その結果、甌穴が地表に見られるようになる。
穴の直径、深さとも数センチメートルのものから数メートルのものまでその姿はさまざまである。底に磨耗した小石が残っているものもある。有名な甌穴として寝覚の床や長瀞渓谷（ながとろけいこく）の岩畳がある。また甌穴は、昔その場所を川が流れていたことを示す、重要な手がかりとなる。
なお、波の作用によるものは海蝕甌穴、氷河性河流によるものは氷河臼という。

## 天然記念物に指定された甌穴

### 国の天然記念物
- 八釜の甌穴群（特別天然記念物／愛媛県）
- 平根崎の波蝕甌穴群（新潟県）
- 山科の大桑層化石産地と甌穴（石川県）
- 飛水峡の甌穴群（岐阜県）
- 斑島玉石甌穴（長崎県）
- 耶馬渓猿飛の甌穴群（大分県）
- 関の尾の甌穴（宮崎県）
- 長瀞渓谷の甌穴（日本最大級と言われている、ただし現在埋戻されている [要出典]）
- 寝覚の床の甌穴

### 地方自治体指定の天然記念物
- 法体の滝および洞合の大甌穴（秋田県指定名勝及び天然記念物）
- 四万の甌穴群（群馬県指定天然記念物）
- 芝川のポットホール（静岡県指定天然記念物）
- 藤の瀬甌穴群（石川県天然記念物）
- 煮え渕ポットホール（愛知県指定天然記念物）
- 預り渕ポットホール（愛知県指定天然記念物）
- 逆柳の甌穴（三重県指定天然記念物）[2]
- 釜滝の甌穴（和歌山県指定天然記念物）
- 赤波川渓谷のおう穴群（鳥取県指定天然記念物）
- 東城川の甌穴（広島知県天然記念物）
- 出井甌穴（高知県天然記念物）
- 喜内瀬川甌穴群（長崎県天然記念物）
- 神居古潭甌穴群（旭川市指定天然記念物）
- 保土野渓谷甌穴群（新居浜市指定天然記念物）
- かんのん浜ポットホール（伊東市指定天然記念物）
- 遠山の甌穴群（嵐山町天然記念物）

### その他文化財等
- 谷沢甌穴群（新潟県阿賀町）
- 鹿ヶ壺（兵庫県指定文化財記念物名勝）
- 猫崎半島波食甌穴群（兵庫県指定文化財記念物名勝）
- 滝の拝（和歌山県指定名勝・天然記念物）
- 日吉川甌穴群（瑞浪市指定文化財）
- 八丈島のポットホール
- 天降川上流甌穴群（牧園町指定文化財）
- 虻川渓谷の大明神淵（豊丘村指定文化財）
- 金原の滝と甌穴（熊本県山鹿市鹿北町多久）
- 布目川の甌穴（京都府相楽郡笠置町）
- 谷田の滝と甌穴（鹿児島県串良川；薩摩藩が編纂した文書「三国名勝図会」）
- 岩瀬の甌穴（秋田県石沢川）
- 轟甌穴群（鬼北町；四万十川支流広見川沿）
- 吉田山甌穴群（広島県三原市久井町）
- 馬込の貫と真米甌穴群（霧島市牧園町）
- 湯川の甌穴（軽井沢町油井）
- 厳美渓（一関）